# Grand Theft Auto Advance
Grand Theft Auto Advance é um jogo eletrônico para Game Boy Advance, sendo o oitavo jogo da série Grand Theft Auto, que foi desenvolvido pela Digital Eclipse, publicado pela Rockstar Games, e lançado em 25 de outubro de 2004. Esse jogo é apenas referenciado como "Grand Theft Auto Advance" na tela inicial do jogo, mas a capa do jogo e todo o material promocional do mesmo se refere apenas como Grand Theft Auto.
O jogo volta a ser visto por cima, o mesmo ângulo de visão usado nos dois primeiros jogos da série (GTA e GTA 2), mas as missões extras baseadas em veículos (como as de "Polícia" e "Paramédicos"), o radar mostrando o mapa, e a grande maioria das armas, inicialmente introduzidas nos jogos de terceira dimensão (Vice City, por exemplo) foram incluídas nesse jogo. Diferentemente dos outros jogos da série vistos por cima, os veículos podem agora virar parados.

## Enredo do game
O jogo se passa em Liberty City, a cidade fictícia do GTA que aparece mais detalhadamente em Grand Theft Auto III. Mesmo que os anúncios antes do lançamento do jogo, disseram que ele seria uma adaptação do GTA III, porém, em algum ponto do desenvolvimento (não é exato quando isso aconteceu) a ideia foi rejeitada, provavelmente pela limitação técnica do Game Boy Advance e o tempo necessário para reconstruir as missões do jogo anterior para a nova forma em duas dimensões.
Ele foi atualmente lançado como uma prequela do GTA III, pegando os acontecimentos um ano antes dos eventos de GTA III. Este jogo apresenta alguns lugares comuns da Liberty City do GTA III e o mesmo mapa das ruas. Entretanto, a localização dos pacotes secretos, rampages e rampas foram todas mudadas, então um jogador familiarizado com a cidade do GTA III terá que explorar mais para encontrar esses itens no GTA Advance. As 3 ilhas da cidade foram visivelmente modificadas para essa conversão e elementos impossíveis de interpretar num ângulo de visão de cima, como túneis e os sistemas de trens, foram removidos.

## História
O jogo se passa 1 ano antes de GTA III, onde Mike, um criminoso, junto com seu amigo de crime, Vinnie (que o salvou quando ele era sem-teto) fizeram vários trabalhos para máfia e assim conseguiram muito dinheiro. Os dois planejavam se aposentar de sua vida criminosa e fugir para outra cidade. Porém, Vinnie achava que eles deviam conseguir mais dinheiro, e assim Mike começa a trabalhar para ele. Depois de conseguir adquirir muito dinheiro, Vinnie fala para Mike encontrá-lo numa loja de bombas de um amigo seu, chamado 8-Ball, mas, ao chegar lá, o carro de Vinnie explode por uma bomba e este morre.
Mike fica irado e jura vingança eterna para quem fez aquilo. 8-Ball fala para ele se acalmar e diz que também sente muito. Assim, Mike, que perdeu todo o seu dinheiro, decide trabalhar para 8-Ball em troca de encontrar pistas sobre a morte de Vinnie.

## Detalhes técnicos
O jogo foi adaptado para as limitações de hardware do GBA. Como resultado, o jogo não as tem vozes dos personagens e cenas animadas, além de não ter muitos diálogos dos pedestres. Todas as cenas das missões são baseadas em textos com linhas sombreadas, as imagens dos personagens são simples e só aparecem com a face com um quadro de fundo temático. O estilo de arte consiste no que foi usado nas capas dos jogos de terceira dimensão da série, além das telas de loading (carregamento). Substituindo os diálogos dos pedestres, alguns pequenos sons pegos do GTA III aparecem quando o jogador bate em alguém com o carro, mas como há apenas uma variedade limitada, acontecem algumas repetições.
O jogo não tem canais de rádio como nos outros. Diferentemente da adaptação de GTA e GTA 2 para Game Boy Color, os carros tem diferentes cores e podem ser mudadas.

## Recepção
A recepção crítica foi mista. No agregador de revisões GameRankings, o jogo recebeu uma pontuação média de 70%, com base em 41 opiniões. No Metacritic, o jogo recebeu uma pontuação média de 68 de 100, baseado em 33 avaliações. IGN deu uma pontuação de 8,5 de 10, chamando o jogo de "um grande título de ação recomendado". UGO deu uma classificação "A", dizendo que "se você é um grande fã da série, então Grand Theft Auto Advance é definitivamente o jogo para você ". Crônicas De Jogos deu uma crítica positiva, chamando o jogo de "nada menos que incrível". Nintendo Power também ficou impressionada, dizendo que o "escopo do jogo é enorme, e as missões são variadas e gratificantes ". GameSpot deu uma pontuação de 6,5 de 10, dizendo que "de modo geral, [o jogo] é apenas diversão, não muito". Game Informer deu uma pontuação de 7,5 de 10, chamando o jogo de "apenas um de nossas lembranças de um trabalho muito maior de arte ".